# Temporada 1976-77 de los Buffalo Braves
La temporada 1976-77 fue la séptima de los Buffalo Braves en la NBA. La temporada regular acabó con 30 victorias y 52 derrotas, ocupando el décimo puesto de la conferencia Este, no logrando clasificarse para los playoffs.

## Elecciones en elDraft
| Ronda | Puesto | Jugador        | Posición | Nacionalidad   | Universidad |
| ----- | ------ | -------------- | -------- | -------------- | ----------- |
| 1     | 6      | Adrian Dantley | Alero    | Estados Unidos | Notre Dame  |

## Temporada regular
| División Central     | División Central | División Central | División Central | División Central | División Central | División Central | División Central | División Central |
| Equipo               | G                | P                | %                | PD               | Casa             | Fuera            | Div              |                  |
| -------------------- | ---------------- | ---------------- | ---------------- | ---------------- | ---------------- | ---------------- | ---------------- | ---------------- |
| y-Philadelphia 76ers | 50               | 32               | .610             | –                | 32–9             | 18–23            | 11–5             |                  |
| x-Boston Celtics     | 44               | 38               | .537             | 6                | 28–13            | 16–25            | 9–7              |                  |
| New York Knicks      | 40               | 42               | .488             | 10               | 26–15            | 14–27            | 8–8              |                  |
| Buffalo Braves       | 30               | 52               | .366             | 20               | 23–18            | 7–34             | 6–10             |                  |
| New York Nets        | 22               | 60               | .268             | 28               | 10–31            | 12–29            | 6–10             |                  |

## Estadísticas
| Rk | Jugador          | Edad | P  | PT | MP   | TC  | TCI  | %TC  | TL  | TLI | %TL  | RO  | RD  | RT   | AS  | RB  | TAP | BP | FP  | PTS  |
| -- | ---------------- | ---- | -- | -- | ---- | --- | ---- | ---- | --- | --- | ---- | --- | --- | ---- | --- | --- | --- | -- | --- | ---- |
| 1  | Bob McAdoo       | 25   | 20 |    | 38.4 | 9.1 | 20.0 | .455 | 5.5 | 7.9 | .696 | 3.3 | 9.9 | 13.2 | 3.3 | 0.8 | 1.7 |    | 3.7 | 23.7 |
| 2  | Randy Smith      | 28   | 82 |    | 37.7 | 8.6 | 18.3 | .467 | 3.6 | 4.7 | .762 | 1.6 | 3.9 | 5.6  | 5.4 | 2.1 | 0.1 |    | 3.2 | 20.7 |
| 3  | Adrian Dantley   | 21   | 77 |    | 36.6 | 7.1 | 13.6 | .520 | 6.2 | 7.6 | .818 | 3.3 | 4.4 | 7.6  | 1.9 | 1.2 | 0.2 |    | 2.8 | 20.3 |
| 4  | John Shumate     | 24   | 74 |    | 35.1 | 5.5 | 10.9 | .502 | 4.1 | 6.1 | .671 | 2.2 | 7.3 | 9.5  | 2.1 | 1.2 | 1.1 |    | 2.7 | 15.1 |
| 5  | Ernie DiGregorio | 26   | 81 |    | 28.0 | 4.5 | 10.8 | .417 | 1.7 | 1.8 | .945 | 0.6 | 1.6 | 2.3  | 4.7 | 0.7 | 0.0 |    | 1.9 | 10.7 |
| 6  | George Johnson   | 28   | 39 |    | 27.1 | 3.2 | 7.2  | .448 | 1.2 | 1.7 | .687 | 3.0 | 7.3 | 10.3 | 2.0 | 0.6 | 2.7 |    | 3.6 | 7.6  |
| 7  | John Gianelli    | 26   | 57 |    | 22.5 | 3.0 | 7.0  | .431 | 1.0 | 1.4 | .714 | 1.6 | 3.6 | 5.2  | 1.0 | 0.4 | 1.2 |    | 2.1 | 7.0  |
| 8  | Don Adams        | 29   | 77 |    | 22.2 | 2.8 | 6.8  | .411 | 1.7 | 2.2 | .746 | 1.7 | 3.1 | 4.8  | 1.9 | 1.0 | 0.2 |    | 2.6 | 7.3  |
| 9  | Jim Price        | 27   | 20 |    | 16.7 | 2.2 | 5.2  | .423 | 0.9 | 1.0 | .850 | 0.3 | 1.5 | 1.7  | 1.9 | 1.3 | 0.3 |    | 2.6 | 5.3  |
| 10 | Bird Averitt     | 24   | 75 |    | 15.1 | 3.1 | 8.3  | .378 | 1.6 | 2.3 | .716 | 0.3 | 0.8 | 1.0  | 1.8 | 0.4 | 0.1 |    | 1.7 | 7.9  |
| 11 | Gus Gerard       | 23   | 41 |    | 14.4 | 2.4 | 6.0  | .410 | 1.0 | 1.5 | .656 | 1.2 | 1.6 | 2.9  | 1.0 | 0.6 | 0.8 |    | 2.2 | 5.9  |
| 12 | Tom McMillen     | 24   | 20 |    | 13.5 | 2.3 | 4.6  | .489 | 1.3 | 1.8 | .722 | 1.5 | 2.2 | 3.6  | 0.8 | 0.1 | 0.1 |    | 1.5 | 5.8  |
| 13 | Chuck Williams   | 30   | 44 |    | 12.6 | 1.0 | 2.7  | .368 | 0.9 | 1.1 | .792 | 0.4 | 1.1 | 1.5  | 2.0 | 0.5 | 0.1 |    | 0.8 | 2.8  |
| 14 | Johnny Neumann   | 25   | 4  |    | 12.3 | 3.8 | 8.5  | .441 | 1.3 | 1.5 | .833 | 1.3 | 1.0 | 2.3  | 1.0 | 0.8 | 0.5 |    | 1.8 | 8.8  |
| 15 | Fred Foster      | 30   | 59 |    | 11.7 | 1.7 | 4.2  | .401 | 0.5 | 0.7 | .682 | 0.6 | 0.7 | 1.3  | 0.8 | 0.3 | 0.0 |    | 1.6 | 3.9  |
| 16 | Claude Terry     | 27   | 33 |    | 9.2  | 1.5 | 3.2  | .471 | 0.5 | 0.7 | .783 | 0.1 | 0.7 | 0.8  | 1.0 | 0.3 | 0.0 |    | 0.8 | 3.5  |
| 17 | Zaid Abdul-Aziz  | 30   | 22 |    | 8.9  | 1.1 | 3.4  | .338 | 1.5 | 2.0 | .767 | 1.9 | 2.2 | 4.1  | 0.3 | 0.1 | 0.4 |    | 1.0 | 3.8  |
| 18 | Clyde Mayes      | 23   | 2  |    | 3.5  | 0.0 | 1.5  | .000 | 1.0 | 1.5 | .667 | 0.0 | 1.5 | 1.5  | 0.0 | 0.0 | 0.0 |    | 1.0 | 1.0  |
| 19 | Moses Malone     | 21   | 2  |    | 3.0  | 0.0 | 0.0  |      | 0.0 | 0.0 |      | 0.0 | 0.5 | 0.5  | 0.0 | 0.0 | 0.0 |    | 0.5 | 0.0  |

## Galardones y récords
| Jugador          | Galardón                                      |
| Ernie DiGregorio | Líder en porcentaje de tiros libres de la NBA |
| Bob McAdoo       | All-Star                                      |